# Fukomys vandewoestijneae
Fukomys vandewoestijneae és una espècie de mamífer rosegador de la família de les rates talp. Els primers exemplars que posteriorment serien atribuïts a F. vandewoestijneae foren trobats en una expedició duta a terme entre el 2002 i el 2006. L'espècie fou descrita per Paul A. A. G. Van Daele, Pieter Blondé, Robert Stjernstedt i Dominique Adriaens el 2013. El nom específic, vandewoestijneae, és en honor de l'esposa de Van Daele, Caroline Van De Woestijne, que fou la primera a determinar-ne el cariotip i que morí de malària a Àfrica durant una expedició.